# Dave Nelson (Jazzmusiker)
Dave Nelson (*  1905 in Donaldsonville; † 7. April 1946 in New York City, New York) war ein US-amerikanischer Jazz-Musiker (Trompete, Klavier, Arrangeur).

## Leben und Wirken
Nelson hatte zunächst Geigen- und Klavier-Unterricht, bevor er Trompete lernte. Mitte der 1920er-Jahre zog er nach Chicago und wurde von seinem Onkel King Oliver protegiert. Ende der 1920er-Jahre wirkte er bei Aufnahmen u. a. von Jimmy Blythe, King Oliver und James P. Johnson mit, außerdem als Begleitmusiker der Bluessängerinnen Bertha Henderson, Madlyn Davis und Ida Cox. In dieser Zeit arbeitete er auch mit Ma Rainey, Jelly Roll Morton, Richard M. Jones (der ihm Arrangement beibrachte), Edgar Hayes, Jimmie Noone und Leroy Pickett. 1927 nahm er unter eigenem Namen (Nelson's Paramount Serenaders) in Chicago auf, u. a. mit Richard M. Jones. Von Luis Russell wechselte er im Herbst 1929 zu  Olivers Band, wo er bis 1931 blieb. Weitere eigene Aufnahmen („I Ain't Got Nobody“) entstanden 1931 für Victor Records (Dave Nelson and The King's Men, u. a. mit Wilbur DeParis, Buster Bailey, Glyn Paque, Wayman Carver), in ähnlicher Besetzung ebenfalls für Victor als Dave's Harlem Highlights (u. a. Hoagy Carmichaels „Rockin’ Chair“ und „St. Louis Blues“). Ende der 1930er-Jahre arbeitete er mit Willie The Lion Smith, 1944 noch mit Sammy Price Nelson leitete die Territory-Band Dave Nelson's Harlem Hot Shots, die im Raum New York auftrat. Im Bereich des Jazz war er zwischen 1926 und 1944 an 23 Aufnahmesessions beteiligt. In seinen späteren Jahren arbeitete er bis zu seinem Tod infolge eines Herzinfarkts meist als Pianist, Musikverleger und Arrangeur  bei einem Musikverlag.